# Thouinia domingensis
Thouinia domingensis är en kinesträdsväxtart som beskrevs av Urb. & Radlk.. Thouinia domingensis ingår i släktet Thouinia och familjen kinesträdsväxter. Utöver nominatformen finns också underarten T. d. deflexa.